# WTA Tour 2006
WTA Tour 2006 – sezon profesjonalnych kobiecych turniejów tenisowych organizowanych przez Women’s Tennis Association w 2006 roku. WTA Tour 2006 obejmuje turnieje wielkoszlemowe (organizowane przez Międzynarodowa Federacja Tenisowa), turnieje kategorii I-IV, Puchar Federacji (organizowane przez ITF) oraz mistrzostwa WTA Finals.

## Klasyfikacja turniejów
| Wielki Szlem     |
| Turniej Mistrzyń |
| Kategoria I      |
| Kategoria II     |
| Kategoria III    |
| Kategoria IV     |

## Styczeń
| Data        | Turniej                                                               | Zwyciężczynie                      | Wynik            | Finalistki                             | Półfinalistki                         | Ćwierćfinalistki                                                              |
| ----------- | --------------------------------------------------------------------- | ---------------------------------- | ---------------- | -------------------------------------- | ------------------------------------- | ----------------------------------------------------------------------------- |
| 2 stycznia  | Mondial Australian Women’s Hardcourts Gold Coast kategoria III        | Lucie Šafářová                     | 6:3, 6:4         | Flavia Pennetta                        | Dinara Safina Martina Hingis          | Patty Schnyder Anabel Medina Garrigues Tatiana Golovin Nuria Llagostera Vives |
| 2 stycznia  | Mondial Australian Women’s Hardcourts Gold Coast kategoria III        | Dinara Safina Meghann Shaughnessy  | 6:2, 6:3         | Cara Black Rennae Stubbs               | Dinara Safina Martina Hingis          | Patty Schnyder Anabel Medina Garrigues Tatiana Golovin Nuria Llagostera Vives |
| 2 stycznia  | ASB Classic Auckland kategoria IV                                     | Marion Bartoli                     | 6:2, 6:2         | Wiera Zwonariowa                       | Nadieżda Pietrowa Daniela Hantuchová  | Kristina Brandi Julia Schruff Marija Kirilenko Cippora Obziler                |
| 2 stycznia  | ASB Classic Auckland kategoria IV                                     | Jelena Lichowcewa Wiera Zwonariowa | 6:3, 6:4         | Émilie Loit Barbora Záhlavová-Strýcová | Nadieżda Pietrowa Daniela Hantuchová  | Kristina Brandi Julia Schruff Marija Kirilenko Cippora Obziler                |
| 9 stycznia  | Medibank International Sydney kategoria II                            | Justine Henin-Hardenne             | 4:6, 7:5, 7:5    | Francesca Schiavone                    | Nicole Vaidišová Swietłana Kuzniecowa | Kim Clijsters Daniela Hantuchová Nadieżda Pietrowa Ana Ivanović               |
| 9 stycznia  | Medibank International Sydney kategoria II                            | Corina Morariu Rennae Stubbs       | 6:3, 5:7, 6:2    | Virginia Ruano Pascual Paola Suárez    | Nicole Vaidišová Swietłana Kuzniecowa | Kim Clijsters Daniela Hantuchová Nadieżda Pietrowa Ana Ivanović               |
| 9 stycznia  | Richard Luton Properties Canberra International Canberra kategoria IV | Anabel Medina Garrigues            | 6:4, 0:6, 6:4    | Cho Yoon-jeong                         | Szachar Pe’er Catalina Castaño        | Jekatierina Byczkowa Aiko Nakamura Julia Schruff Melinda Czink                |
| 9 stycznia  | Richard Luton Properties Canberra International Canberra kategoria IV | Marta Domachowska Roberta Vinci    | 7:6(5), 6:3      | Claire Curran Līga Dekmeijere          | Szachar Pe’er Catalina Castaño        | Jekatierina Byczkowa Aiko Nakamura Julia Schruff Melinda Czink                |
| 9 stycznia  | Moorilla Hobart International Hobart kategoria IV                     | Michaëlla Krajicek                 | 6:2, 6:1         | Iveta Benešová                         | Jelena Kostanić Tošić Mara Santangelo | Alona Bondarenko Laura Granville Amy Frazier Jill Craybas                     |
| 9 stycznia  | Moorilla Hobart International Hobart kategoria IV                     | Émilie Loit Nicole Pratt           | 6:2, 6:1         | Jill Craybas Jelena Kostanić Tošić     | Jelena Kostanić Tošić Mara Santangelo | Alona Bondarenko Laura Granville Amy Frazier Jill Craybas                     |
| 16 stycznia | Australian Open Melbourne Wielki Szlem                                | Amélie Mauresmo                    | 6:1, 2:0 krecz   | Justine Henin-Hardenne                 | Marija Szarapowa Kim Clijsters        | Lindsay Davenport Nadieżda Pietrowa Patty Schnyder Martina Hingis             |
| 16 stycznia | Australian Open Melbourne Wielki Szlem                                | Yan Zi Zheng Jie                   | 2:6, 7:6(7), 6:3 | Lisa Raymond Samantha Stosur           | Marija Szarapowa Kim Clijsters        | Lindsay Davenport Nadieżda Pietrowa Patty Schnyder Martina Hingis             |
| 30 stycznia | Toray Pan Pacific Open Tokio kategoria I                              | Jelena Diemientjewa                | 6:2, 6:0         | Martina Hingis                         | Marija Szarapowa Anastasija Myskina   | Samantha Stosur Marija Kirilenko Jelena Lichowcewa Nicole Vaidišová           |
| 30 stycznia | Toray Pan Pacific Open Tokio kategoria I                              | Lisa Raymond Samantha Stosur       | 6:2, 6:1         | Cara Black Rennae Stubbs               | Marija Szarapowa Anastasija Myskina   | Samantha Stosur Marija Kirilenko Jelena Lichowcewa Nicole Vaidišová           |

## Luty
| Data      | Turniej                                                                              | Zwyciężczynie                           | Wynik            | Finalistki                             | Półfinalistki                           | Ćwierćfinalistki                                                               |
| --------- | ------------------------------------------------------------------------------------ | --------------------------------------- | ---------------- | -------------------------------------- | --------------------------------------- | ------------------------------------------------------------------------------ |
| 6 lutego  | Open Gaz de France Paryż kategoria II                                                | Amélie Mauresmo                         | 6:1, 7:6(2)      | Mary Pierce                            | Tatiana Golovin Patty Schnyder          | Dinara Safina Nadieżda Pietrowa Jelena Diemientjewa Émilie Loit                |
| 6 lutego  | Open Gaz de France Paryż kategoria II                                                | Émilie Loit Květa Peschke               | 7:6(5), 6:4      | Cara Black Rennae Stubbs               | Tatiana Golovin Patty Schnyder          | Dinara Safina Nadieżda Pietrowa Jelena Diemientjewa Émilie Loit                |
| 6 lutego  | Pattaya Women’s Open presented by Yaris Pattaya kategoria IV                         | Szachar Pe’er                           | 6:3, 6:1         | Jelena Kostanić Tošić                  | Sybille Bammer Nuria Llagostera Vives   | Melinda Czink Lourdes Domínguez Lino Catalina Castaño Emma Laine               |
| 6 lutego  | Pattaya Women’s Open presented by Yaris Pattaya kategoria IV                         | Li Ting Sun Tiantian                    | 3:6, 6:1, 7:6(5) | Yan Zi Zheng Jie                       | Sybille Bammer Nuria Llagostera Vives   | Melinda Czink Lourdes Domínguez Lino Catalina Castaño Emma Laine               |
| 13 lutego | Proximus Diamond Games Antwerpia kategoria II                                        | Amélie Mauresmo                         | 3:6, 6:3, 6:3    | Kim Clijsters                          | Jelena Diemientjewa Nadieżda Pietrowa   | Dinara Safina Eleni Daniilidu Olha Sawczuk Patty Schnyder                      |
| 13 lutego | Proximus Diamond Games Antwerpia kategoria II                                        | Dinara Safina Katarina Srebotnik        | 6:1, 6:1         | Stéphanie Foretz Michaëlla Krajicek    | Jelena Diemientjewa Nadieżda Pietrowa   | Dinara Safina Eleni Daniilidu Olha Sawczuk Patty Schnyder                      |
| 13 lutego | Canara Bank Bangalore Open Bangalore kategoria III                                   | Mara Santangelo                         | 3:6, 7:6(5), 6:3 | Jelena Kostanić Tošić                  | Vania King Melinda Czink                | Camille Pin Juliana Fedak Alona Bondarenko Maria Elena Camerin                 |
| 13 lutego | Canara Bank Bangalore Open Bangalore kategoria III                                   | Liezel Huber Sania Mirza                | 6:3, 6:3         | Anastasija Rodionowa Jelena Wiesnina   | Vania King Melinda Czink                | Camille Pin Juliana Fedak Alona Bondarenko Maria Elena Camerin                 |
| 20 lutego | Dubai Duty Free Tennis Championships Dubaj kategoria II                              | Justine Henin-Hardenne                  | 7:5, 6:2         | Marija Szarapowa                       | Swietłana Kuzniecowa Lindsay Davenport  | Amélie Mauresmo Francesca Schiavone Martina Hingis Marija Kirilenko            |
| 20 lutego | Dubai Duty Free Tennis Championships Dubaj kategoria II                              | Květa Peschke Francesca Schiavone       | 3:6, 7:6(1), 6:3 | Swietłana Kuzniecowa Nadieżda Pietrowa | Swietłana Kuzniecowa Lindsay Davenport  | Amélie Mauresmo Francesca Schiavone Martina Hingis Marija Kirilenko            |
| 20 lutego | Regions Morgan Keegan Championships and the Cellular South Cup Memphis kategoria III | Sofia Arvidsson                         | 6:2, 2:6, 6:3    | Marta Domachowska                      | Jill Craybas Amy Frazier                | Lilia Osterloh Laura Granville Caroline Wozniacki Shenay Perry                 |
| 20 lutego | Regions Morgan Keegan Championships and the Cellular South Cup Memphis kategoria III | Lisa Raymond Samantha Stosur            | 7:6(2), 6:3      | Wiktoryja Azaranka Caroline Wozniacki  | Jill Craybas Amy Frazier                | Lilia Osterloh Laura Granville Caroline Wozniacki Shenay Perry                 |
| 20 lutego | Copa Colsanitas Seguros Bolivar Hobart kategoria III                                 | Lourdes Domínguez Lino                  | 7:6(3), 6:4      | Flavia Pennetta                        | María Sánchez Lorenzo Ľudmila Cervanová | Bethanie Mattek-Sands Catalina Castaño Émilie Loit Gisela Dulko                |
| 20 lutego | Copa Colsanitas Seguros Bolivar Hobart kategoria III                                 | Gisela Dulko Flavia Pennetta            | 7:6(1), 6:1      | Jasmin Wöhr Ágnes Szávay               | María Sánchez Lorenzo Ľudmila Cervanová | Bethanie Mattek-Sands Catalina Castaño Émilie Loit Gisela Dulko                |
| 27 lutego | Qatar Total Open Doha kategoria II                                                   | Nadieżda Pietrowa                       | 6:3, 7:5         | Amélie Mauresmo                        | Martina Hingis Ai Sugiyama              | Roberta Vinci Swietłana Kuzniecowa Julia Schruff Li Na                         |
| 27 lutego | Qatar Total Open Doha kategoria II                                                   | Daniela Hantuchová Ai Sugiyama          | 6:4, 6:4         | Li Ting Sun Tiantian                   | Martina Hingis Ai Sugiyama              | Roberta Vinci Swietłana Kuzniecowa Julia Schruff Li Na                         |
| 27 lutego | Abierto Mexicano TELCEL presented by HSBC Acapulco kategoria III                     | Anna-Lena Grönefeld                     | 6:1, 4:6, 6:2    | Flavia Pennetta                        | Maret Ani Émilie Loit                   | María José Martínez Sánchez Laura Pous Tió Natalia Gussoni Meghann Shaughnessy |
| 27 lutego | Abierto Mexicano TELCEL presented by HSBC Acapulco kategoria III                     | Anna-Lena Grönefeld Meghann Shaughnessy | 6:1, 6:3         | Émilie Loit Shinobu Asagoe             | Maret Ani Émilie Loit                   | María José Martínez Sánchez Laura Pous Tió Natalia Gussoni Meghann Shaughnessy |

## Marzec
| Data     | Turniej                                    | Zwyciężczynie                | Wynik    | Finalistki                                 | Półfinalistki                         | Ćwierćfinalistki                                            |
| -------- | ------------------------------------------ | ---------------------------- | -------- | ------------------------------------------ | ------------------------------------- | ----------------------------------------------------------- |
| 6 marca  | Pacific Life Open Indian Wells kategoria I | Marija Szarapowa             | 6:1, 6:2 | Jelena Diemientjewa                        | Justine Henin-Hardenne Martina Hingis | Gisela Dulko Ana Ivanović Anna-Lena Grönefeld Dinara Safina |
| 6 marca  | Pacific Life Open Indian Wells kategoria I | Lisa Raymond Samantha Stosur | 6:2, 7:5 | Virginia Ruano Pascual Meghann Shaughnessy | Justine Henin-Hardenne Martina Hingis | Gisela Dulko Ana Ivanović Anna-Lena Grönefeld Dinara Safina |
| 20 marca | NASDAQ-100 Open Miami kategoria I          | Swietłana Kuzniecowa         | 6:4, 6:3 | Marija Szarapowa                           | Amélie Mauresmo Tatiana Golovin       | Nadieżda Pietrowa Ai Sugiyama Anastasija Myskina Zheng Jie  |
| 20 marca | NASDAQ-100 Open Miami kategoria I          | Lisa Raymond Samantha Stosur | 6:4, 7:5 | Liezel Huber Martina Navrátilová           | Amélie Mauresmo Tatiana Golovin       | Nadieżda Pietrowa Ai Sugiyama Anastasija Myskina Zheng Jie  |

## Kwiecień
| Data        | Turniej                                                | Zwyciężczynie                     | Wynik         | Finalistki                                 | Półfinalistki                              | Ćwierćfinalistki                                                       |
| ----------- | ------------------------------------------------------ | --------------------------------- | ------------- | ------------------------------------------ | ------------------------------------------ | ---------------------------------------------------------------------- |
| 3 kwietnia  | Bausch & Lomb Championships Amelia Island kategoria II | Nadieżda Pietrowa                 | 6:4, 6:4      | Francesca Schiavone                        | Lucie Šafářová Swietłana Kuzniecowa        | Virginia Ruano Pascual Jill Craybas Anna-Lena Grönefeld Patty Schnyder |
| 3 kwietnia  | Bausch & Lomb Championships Amelia Island kategoria II | Shinobu Asagoe Katarina Srebotnik | 6:2, 6:4      | Liezel Huber Sania Mirza                   | Lucie Šafářová Swietłana Kuzniecowa        | Virginia Ruano Pascual Jill Craybas Anna-Lena Grönefeld Patty Schnyder |
| 10 kwietnia | Family Circle Cup Charleston kategoria I               | Nadieżda Pietrowa                 | 6:3, 4:6, 6:1 | Patty Schnyder                             | Justine Henin-Hardenne Anna-Lena Grönefeld | Dinara Safina Nathalie Dechy Swietłana Kuzniecowa Catalina Castaño     |
| 10 kwietnia | Family Circle Cup Charleston kategoria I               | Lisa Raymond Samantha Stosur      | 3:6, 6:1, 6:1 | Virginia Ruano Pascual Meghann Shaughnessy | Justine Henin-Hardenne Anna-Lena Grönefeld | Dinara Safina Nathalie Dechy Swietłana Kuzniecowa Catalina Castaño     |

## Maj
| Data    | Turniej                                                        | Zwyciężczynie                        | Wynik              | Finalistki                                 | Półfinalistki                           | Ćwierćfinalistki                                                      |
| ------- | -------------------------------------------------------------- | ------------------------------------ | ------------------ | ------------------------------------------ | --------------------------------------- | --------------------------------------------------------------------- |
| 1 maja  | J&S Cup Warszawa kategoria II                                  | Kim Clijsters                        | 7:5, 6:2           | Swietłana Kuzniecowa                       | Jelena Diemientjewa Anna Czakwetadze    | Francesca Schiavone Agnieszka Radwańska Venus Williams Ana Ivanović   |
| 1 maja  | J&S Cup Warszawa kategoria II                                  | Jelena Lichowcewa Anastasija Myskina | 6:3, 6:3           | Anabel Medina Garrigues Katarina Srebotnik | Jelena Diemientjewa Anna Czakwetadze    | Francesca Schiavone Agnieszka Radwańska Venus Williams Ana Ivanović   |
| 1 maja  | Estoril Open Estoril kategoria IV                              | Zheng Jie                            | 6:7(5), 7:5, krecz | Li Na                                      | Flavia Pennetta Émilie Loit             | Eleni Daniilidu Zuzana Ondrášková Lourdes Domínguez Lino Gisela Dulko |
| 1 maja  | Estoril Open Estoril kategoria IV                              | Li Ting Sun Tiantian                 | 6:2, 6:2           | Gisela Dulko María Sánchez Lorenzo         | Flavia Pennetta Émilie Loit             | Eleni Daniilidu Zuzana Ondrášková Lourdes Domínguez Lino Gisela Dulko |
| 8 maja  | Qatar Telecom German Open Berlin kategoria I                   | Nadieżda Pietrowa                    | 4:6, 6:4, 7:5      | Justine Henin-Hardenne                     | Amélie Mauresmo Li Na                   | Martina Hingis Swietłana Kuzniecowa Patty Schnyder Dinara Safina      |
| 8 maja  | Qatar Telecom German Open Berlin kategoria I                   | Yan Zi Zheng Jie                     | 6:2, 6:3           | Jelena Diemientjewa Flavia Pennetta        | Amélie Mauresmo Li Na                   | Martina Hingis Swietłana Kuzniecowa Patty Schnyder Dinara Safina      |
| 8 maja  | ECM Prague Open Praga kategoria IV                             | Szachar Pe’er                        | 4:6, 6:2, 6:1      | Samantha Stosur                            | Kaia Kanepi Peng Shuai                  | Maria Elena Camerin Alona Bondarenko Émilie Loit Magdaléna Rybáriková |
| 8 maja  | ECM Prague Open Praga kategoria IV                             | Marion Bartoli Szachar Pe’er         | 6:4, 6:4           | Ashley Harkleroad Bethanie Mattek          | Kaia Kanepi Peng Shuai                  | Maria Elena Camerin Alona Bondarenko Émilie Loit Magdaléna Rybáriková |
| 15 maja | Internazionali BNL d’Italia Rzym kategoria I                   | Martina Hingis                       | 6:2, 7:5           | Dinara Safina                              | Venus Williams Swietłana Kuzniecowa     | Flavia Pennetta Jelena Janković Romina Oprandi Jelena Diemientjewa    |
| 15 maja | Internazionali BNL d’Italia Rzym kategoria I                   | Daniela Hantuchová Ai Sugiyama       | 3:6 6:3 6:1        | Květa Peschke Francesca Schiavone          | Venus Williams Swietłana Kuzniecowa     | Flavia Pennetta Jelena Janković Romina Oprandi Jelena Diemientjewa    |
| 15 maja | Grand Prix de SAR La Princesse Lalla Meryem Rabat kategoria IV | Meghann Shaughnessy                  | 6:2, 3:6, 6:3      | Martina Suchá                              | Yan Zi Alona Bondarenko                 | Melinda Czink Émilie Loit Hana Šromová Anne Kremer                    |
| 15 maja | Grand Prix de SAR La Princesse Lalla Meryem Rabat kategoria IV | Yan Zi Zheng Jie                     | 6:1, 6:3           | Ashley Harkleroad Bethanie Mattek          | Yan Zi Alona Bondarenko                 | Melinda Czink Émilie Loit Hana Šromová Anne Kremer                    |
| 22 maja | Istanbul Cup Stambuł kategoria III                             | Szachar Pe’er                        | 1:6, 6:3, 7:6(3)   | Anastasija Myskina                         | Michaëlla Krajicek Anna-Lena Grönefeld  | Catalina Castaño Anastasija Jakimawa Mara Santangelo Karolina Šprem   |
| 22 maja | Istanbul Cup Stambuł kategoria III                             | Alona Bondarenko Anastasija Jakimawa | 6:2, 6:4           | Sania Mirza Alicia Molik                   | Michaëlla Krajicek Anna-Lena Grönefeld  | Catalina Castaño Anastasija Jakimawa Mara Santangelo Karolina Šprem   |
| 22 maja | Internationaux de Strasbourg Strasburg kategoria III           | Nicole Vaidišová                     | 7:6(7), 6:3        | Peng Shuai                                 | Jelena Janković Anabel Medina Garrigues | Martina Müller Jelena Wiesnina Li Na Zheng Jie                        |
| 22 maja | Internationaux de Strasbourg Strasburg kategoria III           | Liezel Huber Martina Navrátilová     | 6:2, 7:6(1)        | Martina Müller Andreea Vanc                | Jelena Janković Anabel Medina Garrigues | Martina Müller Jelena Wiesnina Li Na Zheng Jie                        |
| 29 maja | Roland Garros Paryż Wielki Szlem                               | Justine Henin-Hardenne               | 6:4, 6:4           | Swietłana Kuzniecowa                       | Nicole Vaidišová Kim Clijsters          | Venus Williams Dinara Safina Anna-Lena Grönefeld Martina Hingis       |
| 29 maja | Roland Garros Paryż Wielki Szlem                               | Lisa Raymond Samantha Stosur         | 6:3, 6:2           | Daniela Hantuchová Ai Sugiyama             | Nicole Vaidišová Kim Clijsters          | Venus Williams Dinara Safina Anna-Lena Grönefeld Martina Hingis       |

## Czerwiec
| Data       | Turniej                                                                 | Zwyciężczynie                        | Wynik            | Finalistki                          | Półfinalistki                       | Ćwierćfinalistki                                                         |
| ---------- | ----------------------------------------------------------------------- | ------------------------------------ | ---------------- | ----------------------------------- | ----------------------------------- | ------------------------------------------------------------------------ |
| 12 czerwca | DFS Classic Birmingham kategoria III                                    | Wiera Zwonariowa                     | 7:6(12), 7:6(5)  | Jamea Jackson                       | Marija Szarapowa Meilen Tu          | Mara Santangelo Jelena Lichowcewa Marion Bartoli Francesca Schiavone     |
| 12 czerwca | DFS Classic Birmingham kategoria III                                    | Jelena Janković Li Na                | 6:2, 6:4         | Jill Craybas Liezel Huber           | Marija Szarapowa Meilen Tu          | Mara Santangelo Jelena Lichowcewa Marion Bartoli Francesca Schiavone     |
| 19 czerwca | The Hastings Direct International Championships Eastbourne kategoria II | Justine Henin-Hardenne               | 3:6, 6:1, 7:6(5) | Anastasija Myskina                  | Swietłana Kuzniecowa Kim Clijsters  | Nathalie Dechy Anna-Lena Grönefeld Jelena Lichowcewa Francesca Schiavone |
| 19 czerwca | The Hastings Direct International Championships Eastbourne kategoria II | Swietłana Kuzniecowa Amélie Mauresmo | 6:2, 6:4         | Liezel Huber Martina Navrátilová    | Swietłana Kuzniecowa Kim Clijsters  | Nathalie Dechy Anna-Lena Grönefeld Jelena Lichowcewa Francesca Schiavone |
| 19 czerwca | Ordina Open Eastbourne kategoria III                                    | Michaëlla Krajicek                   | 6:3, 6:4         | Dinara Safina                       | Jelena Diemientjewa Eleni Daniilidu | Ana Ivanović Jelena Janković Paola Suárez Brenda Schultz-McCarthy        |
| 19 czerwca | Ordina Open Eastbourne kategoria III                                    | Yan Zi Zheng Jie                     | 3:6, 6:2, 6:2    | Ana Ivanović Marija Kirilenko       | Jelena Diemientjewa Eleni Daniilidu | Ana Ivanović Jelena Janković Paola Suárez Brenda Schultz-McCarthy        |
| 26 czerwca | Wimbledon Londyn Wielki Szlem                                           | Amélie Mauresmo                      | 2:6, 6:3, 6:4    | Justine Henin-Hardenne              | Marija Szarapowa Kim Clijsters      | Anastasija Myskina Jelena Diemientjewa Séverine Brémond Li Na            |
| 26 czerwca | Wimbledon Londyn Wielki Szlem                                           | Yan Zi Zheng Jie                     | 6:3, 3:6, 6:2    | Virginia Ruano Pascual Paola Suárez | Marija Szarapowa Kim Clijsters      | Anastasija Myskina Jelena Diemientjewa Séverine Brémond Li Na            |

## Lipiec
| Data     | Turniej                                                                  | Zwyciężczynie                       | Wynik         | Finalistki                              | Półfinalistki                     | Ćwierćfinalistki                                                    |
| -------- | ------------------------------------------------------------------------ | ----------------------------------- | ------------- | --------------------------------------- | --------------------------------- | ------------------------------------------------------------------- |
| 17 lipca | Western & Southern Financial Group Women’s Open Cincinnati kategoria III | Wiera Zwonariowa                    | 6:2, 6:4      | Katarina Srebotnik                      | Patty Schnyder Serena Williams    | Sania Mirza Marion Bartoli Jelena Janković Amy Frazier              |
| 17 lipca | Western & Southern Financial Group Women’s Open Cincinnati kategoria III | Maria Elena Camerin Gisela Dulko    | 6:4, 3:6, 6:2 | Marta Domachowska Sania Mirza           | Patty Schnyder Serena Williams    | Sania Mirza Marion Bartoli Jelena Janković Amy Frazier              |
| 17 lipca | Internazionali Femminili di Palermo Palermo kategoria IV                 | Anabel Medina Garrigues             | 6:4, 6:4      | Tathiana Garbin                         | Roberta Vinci Lucie Šafářová      | Julia Schruff Aravane Rezaï María José Martínez Sánchez Karin Knapp |
| 17 lipca | Internazionali Femminili di Palermo Palermo kategoria IV                 | Janette Husárová Michaëlla Krajicek | 6:0, 6:0      | Alice Canepa Giulia Gabba               | Roberta Vinci Lucie Šafářová      | Julia Schruff Aravane Rezaï María José Martínez Sánchez Karin Knapp |
| 24 lipca | Bank of the West Classic Stanford kategoria II                           | Kim Clijsters                       | 6:4, 6:2      | Patty Schnyder                          | Nicole Vaidišová Tatiana Golovin  | Wiera Zwonariowa Samantha Stosur Anna-Lena Grönefeld Jill Craybas   |
| 24 lipca | Bank of the West Classic Stanford kategoria II                           | Anna-Lena Grönefeld Szachar Pe’er   | 6:1, 6:4      | Maria Elena Camerin Gisela Dulko        | Nicole Vaidišová Tatiana Golovin  | Wiera Zwonariowa Samantha Stosur Anna-Lena Grönefeld Jill Craybas   |
| 24 lipca | Budapest Grand Prix Budapeszt kategoria IV                               | Anna Smasznowa                      | 6:1, 6:3      | Lourdes Domínguez Lino                  | Martina Müller Michaëlla Krajicek | Catalina Castaño Eva Birnerová Romina Oprandi Sara Errani           |
| 24 lipca | Budapest Grand Prix Budapeszt kategoria IV                               | Janette Husárová Michaëlla Krajicek | 4:6, 6:4, 6:4 | Lucie Hradecká Renata Voráčová          | Martina Müller Michaëlla Krajicek | Catalina Castaño Eva Birnerová Romina Oprandi Sara Errani           |
| 31 lipca | Acura Classic San Diego kategoria I                                      | Marija Szarapowa                    | 7:5, 7:5      | Kim Clijsters                           | Nicole Vaidišová Patty Schnyder   | Martina Hingis Anna Czakwetadze Jelena Diemientjewa Mary Pierce     |
| 31 lipca | Acura Classic San Diego kategoria I                                      | Cara Black Rennae Stubbs            | 6:1, 6:4      | Anna-Lena Grönefeld Meghann Shaughnessy | Nicole Vaidišová Patty Schnyder   | Martina Hingis Anna Czakwetadze Jelena Diemientjewa Mary Pierce     |

## Sierpień
| Data        | Turniej                                                             | Zwyciężczynie                         | Wynik          | Finalistki                       | Półfinalistki                              | Ćwierćfinalistki                                                    |
| ----------- | ------------------------------------------------------------------- | ------------------------------------- | -------------- | -------------------------------- | ------------------------------------------ | ------------------------------------------------------------------- |
| 7 sierpnia  | JPMorgan Chase Open Los Angeles kategoria II                        | Jelena Diemientjewa                   | 6:3, 4:6, 6:4  | Jelena Janković                  | Marija Szarapowa Serena Williams           | Dinara Safina Bethanie Mattek Ana Ivanović Meghann Shaughnessy      |
| 7 sierpnia  | JPMorgan Chase Open Los Angeles kategoria II                        | Virginia Ruano Pascual Paola Suárez   | 6:3, 6:4       | Daniela Hantuchová Ai Sugiyama   | Marija Szarapowa Serena Williams           | Dinara Safina Bethanie Mattek Ana Ivanović Meghann Shaughnessy      |
| 7 sierpnia  | Nordea Nordic Light Open Sztokholm kategoria IV                     | Zheng Jie                             | 6:4, 6:1       | Anastasija Myskina               | Sofia Arvidsson Cwetana Pironkowa          | Martina Suchá Eva Birnerová Caroline Wozniacki Li Na                |
| 7 sierpnia  | Nordea Nordic Light Open Sztokholm kategoria IV                     | Eva Birnerová Jarmila Gajdošová       | 0:6, 6:4, 6:2  | Yan Zi Zheng Jie                 | Sofia Arvidsson Cwetana Pironkowa          | Martina Suchá Eva Birnerová Caroline Wozniacki Li Na                |
| 14 sierpnia | Rogers Cup presented by National Bank Montreal kategoria I          | Ana Ivanović                          | 6:2, 6:3       | Martina Hingis                   | Dinara Safina Anna Czakwetadze             | Katarina Srebotnik Nicole Pratt Swietłana Kuzniecowa Szachar Pe’er  |
| 14 sierpnia | Rogers Cup presented by National Bank Montreal kategoria I          | Martina Navrátilová Nadieżda Pietrowa | 6:1, 6:2       | Cara Black Anna-Lena Grönefeld   | Dinara Safina Anna Czakwetadze             | Katarina Srebotnik Nicole Pratt Swietłana Kuzniecowa Szachar Pe’er  |
| 21 sierpnia | Pilot Pen Tennis presented by Michelob Ultra New Haven kategoria II | Justine Henin-Hardenne                | 6:0, 1:0 krecz | Lindsay Davenport                | Samantha Stosur Swietłana Kuzniecowa       | Amélie Mauresmo Marion Bartoli Jelena Diemientjewa Mara Santangelo  |
| 21 sierpnia | Pilot Pen Tennis presented by Michelob Ultra New Haven kategoria II | Yan Zi Zheng Jie                      | 6:4, 6:2       | Lisa Raymond Samantha Stosur     | Samantha Stosur Swietłana Kuzniecowa       | Amélie Mauresmo Marion Bartoli Jelena Diemientjewa Mara Santangelo  |
| 21 sierpnia | Forest Hills Women’s Tennis Classic Forest Hills kategoria IV       | Meghann Shaughnessy                   | 1:6, 6:0, 6:4  | Anna Smasznowa                   | Lourdes Domínguez Lino Maria Elena Camerin | Jelena Wiesnina Sania Mirza Martina Suchá Séverine Brémond          |
| 21 sierpnia | Forest Hills Women’s Tennis Classic Forest Hills kategoria IV       | nie rozgrywano                        |                |                                  | Lourdes Domínguez Lino Maria Elena Camerin | Jelena Wiesnina Sania Mirza Martina Suchá Séverine Brémond          |
| 28 sierpnia | US Open Nowy Jork Wielki Szlem                                      | Marija Szarapowa                      | 6:4, 6:4       | Justine Henin-Hardenne           | Amélie Mauresmo Jelena Janković            | Dinara Safina Tatiana Golovin Jelena Diemientjewa Lindsay Davenport |
| 28 sierpnia | US Open Nowy Jork Wielki Szlem                                      | Nathalie Dechy Wiera Zwonariowa       | 7:6(5), 7:5    | Dinara Safina Katarina Srebotnik | Amélie Mauresmo Jelena Janković            | Dinara Safina Tatiana Golovin Jelena Diemientjewa Lindsay Davenport |

## Wrzesień
| Data        | Turniej                                                      | Zwyciężczynie                       | Wynik            | Finalistki                          | Półfinalistki                         | Ćwierćfinalistki                                                   |
| ----------- | ------------------------------------------------------------ | ----------------------------------- | ---------------- | ----------------------------------- | ------------------------------------- | ------------------------------------------------------------------ |
| 11 września | Wismilak International Bali Bali kategoria III               | Swietłana Kuzniecowa                | 7:5, 6:2         | Marion Bartoli                      | Lindsay Davenport Patty Schnyder      | Séverine Brémond Hana Šromová Olga Puczkowa Melinda Czink          |
| 11 września | Wismilak International Bali Bali kategoria III               | Lindsay Davenport Corina Morariu    | 6:3, 6:4         | Trudi Musgrave Natalie Grandin      | Lindsay Davenport Patty Schnyder      | Séverine Brémond Hana Šromová Olga Puczkowa Melinda Czink          |
| 18 września | China Open Pekin kategoria II                                | Swietłana Kuzniecowa                | 6:4, 6:0         | Amélie Mauresmo                     | Jelena Janković Peng Shuai            | Lindsay Davenport Nadieżda Pietrowa Ai Sugiyama Li Na              |
| 18 września | China Open Pekin kategoria II                                | Paola Suárez Virginia Ruano Pascual | 6:2, 6:4         | Anna Czakwetadze Jelena Wiesnina    | Jelena Janković Peng Shuai            | Lindsay Davenport Nadieżda Pietrowa Ai Sugiyama Li Na              |
| 18 września | Sunfeast Open Kalkuta kategoria III                          | Martina Hingis                      | 6:0, 6:4         | Olga Puczkowa                       | Sania Mirza Iroda Toʻlaganova         | Tamarine Tanasugarn Aravane Rezaï Alberta Brianti Ałła Kudriawcewa |
| 18 września | Sunfeast Open Kalkuta kategoria III                          | Sania Mirza Liezel Huber            | 6:4, 6:0         | Juliana Fedak Julija Bejhelzimer    | Sania Mirza Iroda Toʻlaganova         | Tamarine Tanasugarn Aravane Rezaï Alberta Brianti Ałła Kudriawcewa |
| 18 września | Banka Koper Slovenia Open Portorož kategoria IV              | Tamira Paszek                       | 7:5, 6:1         | Maria Elena Camerin                 | Tathiana Garbin Émilie Loit           | Martina Suchá Martina Müller Andreja Klepač Jarmila Gajdošová      |
| 18 września | Banka Koper Slovenia Open Portorož kategoria IV              | Renata Voráčová Lucie Hradecká      | walkower         | Émilie Loit Eva Birnerová           | Tathiana Garbin Émilie Loit           | Martina Suchá Martina Müller Andreja Klepač Jarmila Gajdošová      |
| 25 września | FORTIS Championships Luxembourg Luksemburg kategoria II      | Alona Bondarenko                    | 6:3, 6:2         | Francesca Schiavone                 | Agnieszka Radwańska Květa Peschke     | Jelena Diemientjewa Patty Schnyder Dinara Safina Nathalie Dechy    |
| 25 września | FORTIS Championships Luxembourg Luksemburg kategoria II      | Květa Peschke Francesca Schiavone   | 6:2, 6:4         | Anna-Lena Grönefeld Liezel Huber    | Agnieszka Radwańska Květa Peschke     | Jelena Diemientjewa Patty Schnyder Dinara Safina Nathalie Dechy    |
| 25 września | Guangzhou International Women’s Open Guangzhou kategoria III | Anna Czakwetadze                    | 6:1, 6:4         | Anabel Medina Garrigues             | Jelena Janković Cippora Obziler       | Alicia Molik Olga Puczkowa Chen Yanchong Li Na                     |
| 25 września | Guangzhou International Women’s Open Guangzhou kategoria III | Li Ting Sun Tiantian                | 6:4, 2:6, 7:5    | Vania King Jelena Kostanić          | Jelena Janković Cippora Obziler       | Alicia Molik Olga Puczkowa Chen Yanchong Li Na                     |
| 25 września | Hansol Korea Open Tennis Championships Seul kategoria IV     | Eleni Daniilidu                     | 6:3, 2:6, 7:6(3) | Ai Sugiyama                         | Virginia Ruano Pascual Marion Bartoli | Sania Mirza Paola Suárez Akiko Morigami Wiera Zwonariowa           |
| 25 września | Hansol Korea Open Tennis Championships Seul kategoria IV     | Virginia Ruano Pascual Paola Suárez | 6:2, 6:3         | Chuang Chia-jung Mariana Díaz-Oliva | Virginia Ruano Pascual Marion Bartoli | Sania Mirza Paola Suárez Akiko Morigami Wiera Zwonariowa           |

## Październik
| Data            | Turniej                                             | Zwyciężczynie                     | Wynik            | Finalistki                               | Półfinalistki                           | Ćwierćfinalistki                                                          |
| --------------- | --------------------------------------------------- | --------------------------------- | ---------------- | ---------------------------------------- | --------------------------------------- | ------------------------------------------------------------------------- |
| 2 października  | Porsche Tennis Grand Prix Stuttgart kategoria I     | Nadieżda Pietrowa                 | 6:3, 7:6(4)      | Tatiana Golovin                          | Patty Schnyder Swietłana Kuzniecowa     | Michaëlla Krajicek Jelena Diemientjewa Daniela Hantuchová Jelena Janković |
| 2 października  | Porsche Tennis Grand Prix Stuttgart kategoria I     | Lisa Raymond Samantha Stosur      | 6:3, 6:4         | Cara Black Rennae Stubbs                 | Patty Schnyder Swietłana Kuzniecowa     | Michaëlla Krajicek Jelena Diemientjewa Daniela Hantuchová Jelena Janković |
| 2 października  | Japan Open Tennis Championships Tokio kategoria III | Marion Bartoli                    | 2:6, 6:2, 6:2    | Aiko Nakamura                            | Camille Pin Chan Yung-jan               | Junri Namigata Youlia Fedossova Jamea Jackson Ai Sugiyama                 |
| 2 października  | Japan Open Tennis Championships Tokio kategoria III | Vania King Jelena Kostanić        | 7:6, 5:7, 6:2    | Chan Yung-jan Chuang Chia-jung           | Camille Pin Chan Yung-jan               | Junri Namigata Youlia Fedossova Jamea Jackson Ai Sugiyama                 |
| 2 października  | Tashkent Open Taszkent kategoria IV                 | Sun Tiantian                      | 6:2, 6:4         | Iroda Toʻlaganova                        | Wiktoryja Azaranka Olga Puczkowa        | Maria Camerin Anastasija Rodionowa Sania Mirza Kateryna Bondarenko        |
| 2 października  | Tashkent Open Taszkent kategoria IV                 | Wiktoryja Azaranka Tatiana Puczek | walkower         | Maria Elena Camerin Emmanuelle Gagliardi | Wiktoryja Azaranka Olga Puczkowa        | Maria Camerin Anastasija Rodionowa Sania Mirza Kateryna Bondarenko        |
| 9 października  | Ladies Kremlin Cup Moskwa kategoria I               | Anna Czakwetadze                  | 6:4, 6:4         | Nadieżda Pietrowa                        | Nicole Vaidišová Jelena Diemientjewa    | Amélie Mauresmo Wiera Zwonariowa Patty Schnyder Marija Szarapowa          |
| 9 października  | Ladies Kremlin Cup Moskwa kategoria I               | Květa Peschke Francesca Schiavone | 6:4, 6:7(4), 6:1 | Iveta Benešová Galina Woskobojewa        | Nicole Vaidišová Jelena Diemientjewa    | Amélie Mauresmo Wiera Zwonariowa Patty Schnyder Marija Szarapowa          |
| 9 października  | PTT Bangkok Open Bangkok kategoria III              | Vania King                        | 2:6, 6:4, 6:4    | Tamarine Tanasugarn                      | Séverine Brémond Meghann Shaughnessy    | Sybille Bammer Eleni Daniilidu Jelena Kostanić Aiko Nakamura              |
| 9 października  | PTT Bangkok Open Bangkok kategoria III              | Vania King Jelena Kostanić        | 7:5, 2:6, 7:5    | Mariana Díaz-Oliva Natalie Grandin       | Séverine Brémond Meghann Shaughnessy    | Sybille Bammer Eleni Daniilidu Jelena Kostanić Aiko Nakamura              |
| 16 października | Zurich Open Zurych kategoria I                      | Marija Szarapowa                  | 6:1, 4:6, 6:3    | Daniela Hantuchová                       | Swietłana Kuzniecowa Katarina Srebotnik | Amélie Mauresmo Martina Hingis Marija Kirilenko Timea Bacsinszky          |
| 16 października | Zurich Open Zurych kategoria I                      | Cara Black Rennae Stubbs          | 7:5, 7:5         | Liezel Huber Katarina Srebotnik          | Swietłana Kuzniecowa Katarina Srebotnik | Amélie Mauresmo Martina Hingis Marija Kirilenko Timea Bacsinszky          |
| 23 października | Generali Ladies Linz Linz kategoria II              | Marija Szarapowa                  | 7:5, 6:2         | Nadieżda Pietrowa                        | Patty Schnyder Nicole Vaidišová         | Ana Ivanović Wiera Zwonariowa Jelena Janković Samantha Stosur             |
| 23 października | Generali Ladies Linz Linz kategoria II              | Lisa Raymond Samantha Stosur      | 6:3, 6:0         | Corina Morariu Katarina Srebotnik        | Patty Schnyder Nicole Vaidišová         | Ana Ivanović Wiera Zwonariowa Jelena Janković Samantha Stosur             |
| 30 października | Bell Challenge Québec kategoria III                 | Marion Bartoli                    | 6:0, 6:0         | Olga Puczkowa                            | Séverine Brémond Lilia Osterloh         | Jelena Janković Martina Suchá Aleksandra Wozniak Shenay Perry             |
| 30 października | Bell Challenge Québec kategoria III                 | Laura Granville Carly Gullickson  | 6:3, 6:4         | Jill Craybas Alina Żydkowa               | Séverine Brémond Lilia Osterloh         | Jelena Janković Martina Suchá Aleksandra Wozniak Shenay Perry             |
| 30 października | Gaz de France Stars Hasselt kategoria III           | Kim Clijsters                     | 6:3, 3:6, 6:4    | Kaia Kanepi                              | Wiera Zwonariowa Michaëlla Krajicek     | Sandra Klösel Aravane Rezaï Ana Ivanović Francesca Schiavone              |
| 30 października | Gaz de France Stars Hasselt kategoria III           | Lisa Raymond Samantha Stosur      | 6:2, 6:3         | Eleni Daniilidu Jasmin Wöhr              | Wiera Zwonariowa Michaëlla Krajicek     | Sandra Klösel Aravane Rezaï Ana Ivanović Francesca Schiavone              |

## Listopad
| Data        | Turniej                                        | Zwyciężczynie                | Wynik         | Finalistki               | Półfinalistki                  | Ćwierćfinalistki                                                          |
| ----------- | ---------------------------------------------- | ---------------------------- | ------------- | ------------------------ | ------------------------------ | ------------------------------------------------------------------------- |
| 6 listopada | WTA Tour Championships Madryt Turniej Mistrzyń | Justine Henin-Hardenne       | 6:4, 6:3      | Amélie Mauresmo          | Kim Clijsters Marija Szarapowa | Martina Hingis Nadieżda Pietrowa Jelena Diemientjewa Swietłana Kuzniecowa |
| 6 listopada | WTA Tour Championships Madryt Turniej Mistrzyń | Lisa Raymond Samantha Stosur | 3:6, 6:3, 6:3 | Cara Black Rennae Stubbs | Kim Clijsters Marija Szarapowa | Martina Hingis Nadieżda Pietrowa Jelena Diemientjewa Swietłana Kuzniecowa |

## Wygrane turnieje
Stan na koniec sezonu

### Gra pojedyncza – klasyfikacja tenisistek
| Lp. | Wygrane | Tenisistka              | Państwo           |
| 1   | 6       | Justine Henin-Hardenne  | Belgia            |
| 2   | 5       | Nadieżda Pietrowa       | Rosja             |
|     | 5       | Marija Szarapowa        | Rosja             |
| 3   | 4       | Amélie Mauresmo         | Francja           |
| 4   | 3       | Swietłana Kuzniecowa    | Rosja             |
|     | 3       | Szachar Pe’er           | Izrael            |
|     | 3       | Kim Clijsters           | Belgia            |
|     | 3       | Marion Bartoli          | Francja           |
| 5   | 2       | Jelena Diemientjewa     | Rosja             |
|     | 2       | Martina Hingis          | Szwajcaria        |
|     | 2       | Michaëlla Krajicek      | Holandia          |
|     | 2       | Anabel Medina Garrigues | Hiszpania         |
|     | 2       | Meghann Shaughnessy     | Stany Zjednoczone |
|     | 2       | Zheng Jie               | Chiny             |
|     | 2       | Wiera Zwonariowa        | Rosja             |
|     | 2       | Anna Czakwetadze        | Rosja             |
| 6   | 1       | Sofia Arvidsson         | Szwecja           |
|     | 1       | Lourdes Domínguez Lino  | Hiszpania         |
|     | 1       | Anna-Lena Grönefeld     | Niemcy            |
|     | 1       | Ana Ivanović            | Serbia            |
|     | 1       | Tamira Paszek           | Austria           |
|     | 1       | Lucie Šafářová          | Czechy            |
|     | 1       | Mara Santangelo         | Włochy            |
|     | 1       | Anna Smasznowa          | Izrael            |
|     | 1       | Nicole Vaidišová        | Czechy            |
|     | 1       | Alona Bondarenko        | Ukraina           |
|     | 1       | Eleni Daniilidu         | Grecja            |
|     | 1       | Vania King              | Stany Zjednoczone |
|     | 1       | Sun Tiantian            | Chiny             |

### Gra pojedyncza – klasyfikacja państw
| Lp. | Państwo           | Turnieje |
| 1   | Rosja             | 19       |
| 2   | Belgia            | 9        |
| 3   | Francja           | 7        |
| 4   | Izrael            | 4        |
| 5   | Hiszpania         | 3        |
|     | Chiny             | 3        |
|     | Stany Zjednoczone | 3        |
| 6   | Czechy            | 2        |
|     | Holandia          | 2        |
|     | Szwajcaria        | 2        |
| 7   | Austria           | 1        |
|     | Niemcy            | 1        |
|     | Serbia            | 1        |
|     | Szwecja           | 1        |
|     | Włochy            | 1        |
|     | Ukraina           | 1        |
|     | Grecja            | 1        |

### Gra podwójna – klasyfikacja tenisistek
| Lp. | Wygrane | Tenisistka             | Państwo           |
| 1   | 10      | Lisa Raymond           | Stany Zjednoczone |
|     | 10      | Samantha Stosur        | Australia         |
| 2   | 6       | Yan Zi                 | Chiny             |
|     | 6       | Zheng Jie              | Chiny             |
| 3   | 4       | Květa Peschke          | Czechy            |
| 4   | 3       | Liezel Huber           | Południowa Afryka |
|     | 3       | Paola Suárez           | Argentyna         |
|     | 3       | Virginia Ruano Pascual | Hiszpania         |
|     | 3       | Li Ting                | Chiny             |
|     | 3       | Sun Tiantian           | Chiny             |
|     | 3       | Francesca Schiavone    | Włochy            |
|     | 3       | Rennae Stubbs          | Australia         |
| 5   | 2       | Gisela Dulko           | Argentyna         |
|     | 2       | Anna-Lena Grönefeld    | Niemcy            |
|     | 2       | Daniela Hantuchová     | Słowacja          |
|     | 2       | Janette Husárová       | Słowacja          |
|     | 2       | Michaëlla Krajicek     | Holandia          |
|     | 2       | Jelena Lichowcewa      | Rosja             |
|     | 2       | Émilie Loit            | Francja           |
|     | 2       | Sania Mirza            | Indie             |
|     | 2       | Corina Morariu         | Stany Zjednoczone |
|     | 2       | Martina Navrátilová    | Stany Zjednoczone |
|     | 2       | Szachar Pe’er          | Izrael            |
|     | 2       | Dinara Safina          | Rosja             |
|     | 2       | Meghann Shaughnessy    | Stany Zjednoczone |
|     | 2       | Katarina Srebotnik     | Słowenia          |
|     | 2       | Ai Sugiyama            | Japonia           |
|     | 2       | Wiera Zwonariowa       | Rosja             |
|     | 2       | Cara Black             | Zimbabwe          |
|     | 2       | Vania King             | Stany Zjednoczone |
|     | 2       | Jelena Kostanić        | Chorwacja         |
| 6   | 1       | Shinobu Asagoe         | Japonia           |
|     | 1       | Marion Bartoli         | Francja           |
|     | 1       | Eva Birnerová          | Czechy            |
|     | 1       | Alona Bondarenko       | Ukraina           |
|     | 1       | Maria Elena Camerin    | Włochy            |
|     | 1       | Lindsay Davenport      | Stany Zjednoczone |
|     | 1       | Nathalie Dechy         | Francja           |
|     | 1       | Marta Domachowska      | Polska            |
|     | 1       | Jarmila Gajdošová      | Słowacja          |
|     | 1       | Lucie Hradecká         | Czechy            |
|     | 1       | Anastasija Jakimawa    | Białoruś          |
|     | 1       | Jelena Janković        | Serbia            |
|     | 1       | Swietłana Kuzniecowa   | Rosja             |
|     | 1       | Li Na                  | Chiny             |
|     | 1       | Amélie Mauresmo        | Francja           |
|     | 1       | Anastasija Myskina     | Rosja             |
|     | 1       | Flavia Pennetta        | Włochy            |
|     | 1       | Nadieżda Pietrowa      | Rosja             |
|     | 1       | Nicole Pratt           | Australia         |
|     | 1       | Roberta Vinci          | Włochy            |
|     | 1       | Renata Voráčová        | Czechy            |
|     | 1       | Tatiana Puczek         | Białoruś          |
|     | 1       | Wiktoryja Azaranka     | Białoruś          |
|     | 1       | Carly Gullickson       | Stany Zjednoczone |
|     | 1       | Laura Granville        | Stany Zjednoczone |

### Gra podwójna – klasyfikacja państw
| Lp. | Państwo           | Turnieje |
| 1   | Stany Zjednoczone | 21       |
| 2   | Chiny             | 19       |
| 3   | Australia         | 14       |
| 4   | Rosja             | 9        |
| 5   | Czechy            | 7        |
| 6   | Włochy            | 6        |
| 7   | Słowacja          | 5        |
|     | Francja           | 5        |
|     | Argentyna         | 5        |
| 8   | Japonia           | 3        |
|     | Południowa Afryka | 3        |
|     | Białoruś          | 3        |
|     | Hiszpania         | 3        |
| 9   | Holandia          | 2        |
|     | Indie             | 2        |
|     | Izrael            | 2        |
|     | Niemcy            | 2        |
|     | Zimbabwe          | 2        |
|     | Chorwacja         | 2        |
|     | Słowenia          | 2        |
| 10  | Polska            | 1        |
|     | Serbia            | 1        |
|     | Ukraina           | 1        |

### Ogólna klasyfikacja tenisistek
| Lp. | Tenisistka              | Singel | Debel | Mikst | Suma |
| 1   | Justine Henin-Hardenne  | 6      | 0     | 0     | 6    |
| 2   | Nadieżda Pietrowa       | 5      | 1     | 0     | 6    |
| 3   | Marija Szarapowa        | 5      | 0     | 0     | 5    |
| 4   | Amélie Mauresmo         | 4      | 1     | 0     | 5    |
| 5   | Szachar Pe’er           | 3      | 2     | 0     | 5    |
| 6   | Swietłana Kuzniecowa    | 3      | 1     | 0     | 4    |
|     | Marion Bartoli          | 3      | 1     | 0     | 4    |
| 7   | Kim Clijsters           | 3      | 0     | 0     | 3    |
| 8   | Zheng Jie               | 2      | 6     | 0     | 8    |
| 9   | Wiera Zwonariowa        | 2      | 2     | 1     | 5    |
| 10  | Meghann Shaughnessy     | 2      | 2     | 0     | 4    |
|     | Michaëlla Krajicek      | 2      | 2     | 0     | 4    |
| 11  | Martina Hingis          | 2      | 0     | 1     | 3    |
| 12  | Jelena Diemientjewa     | 2      | 0     | 0     | 2    |
|     | Anabel Medina Garrigues | 2      | 0     | 0     | 2    |
|     | Anna Czakwetadze        | 2      | 0     | 0     | 2    |
| 13  | Sun Tiantian            | 1      | 3     | 0     | 4    |
| 14  | Anna-Lena Grönefeld     | 1      | 2     | 0     | 3    |
|     | Vania King              | 1      | 2     | 0     | 3    |
| 15  | Alona Bondarenko        | 1      | 1     | 0     | 2    |
| 16  | Sofia Arvidsson         | 1      | 0     | 0     | 1    |
|     | Lourdes Domínguez Lino  | 1      | 0     | 0     | 1    |
|     | Ana Ivanović            | 1      | 0     | 0     | 1    |
|     | Tamira Paszek           | 1      | 0     | 0     | 1    |
|     | Lucie Šafářová          | 1      | 0     | 0     | 1    |
|     | Mara Santangelo         | 1      | 0     | 0     | 1    |
|     | Anna Smasznowa          | 1      | 0     | 0     | 1    |
|     | Nicole Vaidišová        | 1      | 0     | 0     | 1    |
|     | Eleni Daniilidu         | 1      | 0     | 0     | 1    |
| 17  | Lisa Raymond            | 0      | 10    | 0     | 10   |
|     | Samantha Stosur         | 0      | 10    | 0     | 10   |
| 18  | Yan Zi                  | 0      | 6     | 0     | 6    |
| 19  | Květa Peschke           | 0      | 4     | 0     | 4    |
| 20  | Liezel Huber            | 0      | 3     | 0     | 3    |
|     | Paola Suárez            | 0      | 3     | 0     | 3    |
|     | Virginia Ruano Pascual  | 0      | 3     | 0     | 3    |
|     | Li Ting                 | 0      | 3     | 0     | 3    |
|     | Francesca Schiavone     | 0      | 3     | 0     | 3    |
|     | Rennae Stubbs           | 0      | 3     | 0     | 3    |
| 21  | Martina Navrátilová     | 0      | 2     | 1     | 3    |
|     | Katarina Srebotnik      | 0      | 2     | 1     | 3    |
| 22  | Gisela Dulko            | 0      | 2     | 0     | 2    |
|     | Daniela Hantuchová      | 0      | 2     | 0     | 2    |
|     | Janette Husárová        | 0      | 2     | 0     | 2    |
|     | Jelena Lichowcewa       | 0      | 2     | 0     | 2    |
|     | Émilie Loit             | 0      | 2     | 0     | 2    |
|     | Sania Mirza             | 0      | 2     | 0     | 2    |
|     | Corina Morariu          | 0      | 2     | 0     | 2    |
|     | Dinara Safina           | 0      | 2     | 0     | 2    |
|     | Ai Sugiyama             | 0      | 2     | 0     | 2    |
|     | Cara Black              | 0      | 2     | 0     | 2    |
|     | Jelena Kostanić         | 0      | 2     | 0     | 2    |
| 23  | Shinobu Asagoe          | 0      | 1     | 0     | 1    |
|     | Eva Birnerová           | 0      | 1     | 0     | 1    |
|     | Maria Elena Camerin     | 0      | 1     | 0     | 1    |
|     | Lindsay Davenport       | 0      | 1     | 0     | 1    |
|     | Nathalie Dechy          | 0      | 1     | 0     | 1    |
|     | Marta Domachowska       | 0      | 1     | 0     | 1    |
|     | Jarmila Gajdošová       | 0      | 1     | 0     | 1    |
|     | Lucie Hradecká          | 0      | 1     | 0     | 1    |
|     | Anastasija Jakimawa     | 0      | 1     | 0     | 1    |
|     | Jelena Janković         | 0      | 1     | 0     | 1    |
|     | Li Na                   | 0      | 1     | 0     | 1    |
|     | Anastasija Myskina      | 0      | 1     | 0     | 1    |
|     | Flavia Pennetta         | 0      | 1     | 0     | 1    |
|     | Nicole Pratt            | 0      | 1     | 0     | 1    |
|     | Roberta Vinci           | 0      | 1     | 0     | 1    |
|     | Renata Voráčová         | 0      | 1     | 0     | 1    |
|     | Tatiana Puczek          | 0      | 1     | 0     | 1    |
|     | Wiktoryja Azaranka      | 0      | 1     | 0     | 1    |
|     | Carly Gullickson        | 0      | 1     | 0     | 1    |
|     | Laura Granville         | 0      | 1     | 0     | 1    |

### Ogólna klasyfikacja państw
| Lp. | Państwo           | Singel | Debel | Mikst | Suma |
| 1   | Rosja             | 19     | 9     | 1     | 29   |
| 2   | Belgia            | 9      | 0     | 0     | 9    |
| 3   | Francja           | 7      | 5     | 0     | 12   |
| 4   | Izrael            | 4      | 2     | 0     | 6    |
| 5   | Stany Zjednoczone | 3      | 21    | 1     | 25   |
| 6   | Chiny             | 3      | 19    | 0     | 22   |
| 7   | Hiszpania         | 3      | 3     | 0     | 6    |
| 8   | Czechy            | 2      | 7     | 0     | 9    |
| 9   | Holandia          | 2      | 2     | 0     | 4    |
| 10  | Szwajcaria        | 2      | 0     | 1     | 3    |
| 11  | Włochy            | 1      | 6     | 0     | 7    |
| 12  | Niemcy            | 1      | 2     | 0     | 3    |
| 13  | Ukraina           | 1      | 1     | 0     | 2    |
|     | Serbia            | 1      | 1     | 0     | 2    |
| 14  | Szwecja           | 1      | 0     | 0     | 1    |
|     | Austria           | 1      | 0     | 0     | 1    |
|     | Grecja            | 1      | 0     | 0     | 1    |
| 15  | Australia         | 0      | 14    | 0     | 14   |
| 16  | Argentyna         | 0      | 5     | 0     | 5    |
|     | Słowacja          | 0      | 5     | 0     | 5    |
| 17  | Południowa Afryka | 0      | 3     | 0     | 3    |
|     | Białoruś          | 0      | 3     | 0     | 3    |
|     | Japonia           | 0      | 3     | 0     | 3    |
| 18  | Słowenia          | 0      | 2     | 1     | 3    |
| 19  | Indie             | 0      | 2     | 0     | 2    |
|     | Zimbabwe          | 0      | 2     | 0     | 2    |
|     | Chorwacja         | 0      | 2     | 0     | 2    |
| 20  | Polska            | 0      | 1     | 0     | 1    |

## Wielki Szlem
| Turniej         | Gra pojedyncza         | Gra podwójna                    | Gra mieszana                      |
| Australian Open | Amélie Mauresmo        | Yan Zi Zheng Jie                | Martina Hingis Mahesh Bhupathi    |
| Roland Garros   | Justine Henin-Hardenne | Lisa Raymond Samantha Stosur    | Katarina Srebotnik Nenad Zimonjić |
| Wimbledon       | Amélie Mauresmo        | Yan Zi Zheng Jie                | Wiera Zwonariowa Andy Ram         |
| US Open         | Marija Szarapowa       | Nathalie Dechy Wiera Zwonariowa | Martina Navrátilová Bob Bryan     |

## Klasyfikacje generalne

### Ranking WTA singlowy
1. Justine Henin-Hardenne – 3998
2. Marija Szarapowa – 3532
3. Amélie Mauresmo – 3391
4. Swietłana Kuzniecowa – 2523
5. Kim Clijsters – 2215
6. Nadieżda Pietrowa – 2189
7. Martina Hingis – 2018
8. Jelena Diemientjewa – 1875
9. Patty Schnyder – 1578
10. Nicole Vaidišová – 1391

### Ranking WTA deblowy
1. Lisa Raymond i  Samantha Stosur – 3858
2. Zheng Jie – 2996
3. Yan Zi – 2996
4. Cara Black – 2516
5. Rennae Stubbs – 2501
6. Katarina Srebotnik – 2242
7. Květa Peschke – 2193
8. Francesca Schiavone – 2094
9. Virginia Ruano Pascual – 2076
10. Anna-Lena Grönefeld – 1799